# جان محمد نبی‌زاده
جان محمد نبی زاده (متولد ۱۳۵۳ در ولایت تخار) رئیس امور سرحدات و قبایل ولایت تخار است که در گذشته مدیر نشراتی تلویزیون ملی تخار، مسئول دفتر مطبوعاتی ریاست احیا و انکشاف تخار، خبرنگار روزنامه (۸ صبح) در شمال افغانستان (تخار، کندز، مزار شریف و بدخشان)، بوده‌است.

## زندگی‌نامه
جان محمد در ماه اسد سال ۱۳۵۳ در روستای دهبالا واقع در ولسوالی ورسج یکی از ولسوالی‌های شانزده گانهٔ ولایت تخار از پدر و مادری تاجیک به دنیا آمد. پدرش داد محمد از فرماندهان جهادی بوده‌است. پدر و مادرش نیز هردو از همان‌جا بوده‌اند. جان محمد چهار برادر و چهار خواهر داشته و در دوران کودکی‌اش به دلیل اوضاع جنگی افغانستان همراه با خانواده به کشور ایران پناهنده شد.

## تحصیلات
جان محمد نبی زاده تحصیلات ابتدایی و متوسطه را از ۱۳۶۸-۱۳۶۱ در مدرسه امام علی (ع)آباده طشک شهرستان بختگان - جمهوری اسلامی ایران و دوره لیسه را از ۱۳۷۳-۱۳۶۹ در مدرسه ابوعثمان تالقانی تخار - جمهوری اسلامی افغانستان به پایان رسانیده‌است. همچنان تحصیلات عالی را در مرکز پیش دانشگاهی علوم تجربی حاجی سید احمد خمینی - ایران و مدرک لیسانس (کارشناسی ارشد) را در رشته زبان و ادبیات فارسی دری از دانشگاه تخار افغانستان بدست آورده‌است.

## شغل های گذشته
۱۳۸۴-۱۳۸۵ مدیریت نشرات، رادیو تلویزیون ملی تخار.
۱۳۸۵-۱۳۸۶ مسؤول تنظیم انتخابات ولسوالی ورسج، دفتر مشترک تنظیم انتخابات شورای ولایتی تخار.
۱۳۸۶-۱۳۸۷ خبرنگار، ریاست انکشاف دهات.
۱۸۹-۱۳۹۰ گزارشگر، روزنامه هشت صبح افغانستان در ولایت تخار.
۱۳۹۱ مسئول مطبوعاتی، ریاست معارف ولایت تخار.
۱۳۹۱-۱۳۹۴ مسئول نشرات و روابط عامه کمیته سویدن برای افغانستان در زون شمالشرق.
۱۳۹۴-۱۳۹۷ رئیس، ریاست امور سرحدات و قبایل ولایت تخار.
۱۳۹۷-۱۳۹۸ آمر خدمات، ریاست اداری و خدمات وزارت امور سرحدات و قبایل جمهوری اسلامی افغانستان.

## نگارخانه

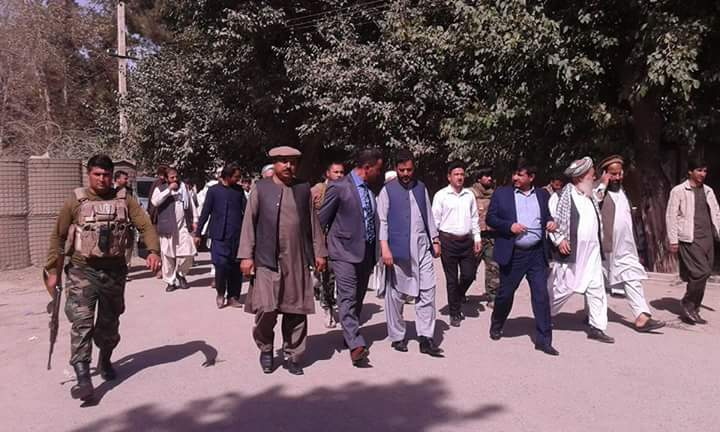
جان محمد نبی زاده همراه با داکتر یاسین ضیاء والی تخار

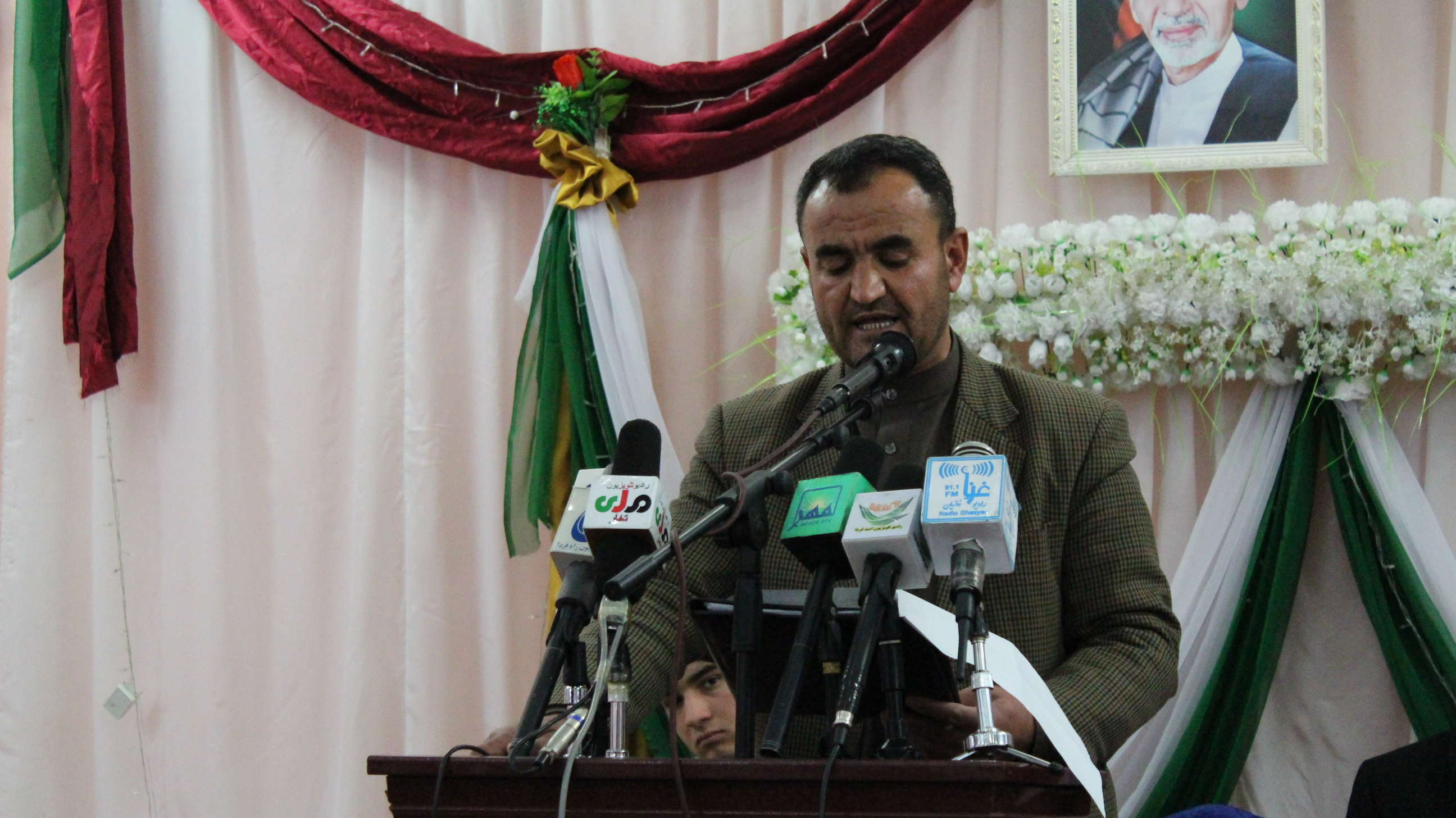
سخنرانی جان محمد نبی زاده در جرگه ای جهت تشویق اقوام افغانستان به پشتیبانی از دولت در هتل آریانا ولایت تخار

## جستار های وابسته
وزارت امور سرحدات، اقوام و قبایل افغانستان